# Siantarazwaluw
De siantarazwaluw (Pseudochelidon sirintarae synoniem: Eurochelidon sirintarae) is een zangvogel uit de familie Hirundinidae (zwaluwen). Deze zwaluw is vernoemd naar de Thaise prinses Maha Chakri Sirindhorn (geb. 1955). Van deze zwaluw bestaan sinds 1978 geen bevestigde waarnemingen. Tussen 1968 en 1978 is de vogel alleen waargenomen als overwinteraar in Thailand.

## Kenmerken
Deze zwaluw is gemiddeld 15 cm lang en overwegend zwart gekleurd met een groene glans. De stuit is zilverkleurig wit. De ondervleugeldekveren zijn lichtbruin. Verder heeft deze zwaluw een brede, groengele snavel en een witte ring om het oog en vleeskleurige poten. Opvallend zijn de verlengde middelste staartveren.

## Verspreiding en leefgebied
Deze zwaluw werd in 1968 ontdekt in een groot moerasgebied (Bueng Boraphet, Thailand) waar toen een honderdtal overwinterende zwaluwen werd aangetroffen. Waar de vogels broeden is nog steeds onbekend, men vermoedt langs rivieren in Myanmar, Zuid-China en het midden en noorden van Thailand of Laos. Na 1978 is de vogel niet meer waargenomen.

## Status
Als er nog een populatie van deze zwaluwen bestaat, zal deze klein zijn, minder dan 50 individuen. De kans bestaat dat de vogel reeds is uitgestorven. In het overwinteringsgebied worden veel vogels gevangen en verder wordt daar leefgebied (rietvelden) omgezet in kwekerijen van lotusbloemen. Om deze redenen staat deze soort als ernstig bedreigd (kritiek) op de Rode Lijst van de IUCN.